# FC Eintracht Münchberg
Der FC Eintracht Münchberg (offiziell: Fußballclub Eintracht Münchberg e. V.) ist ein Sportverein aus Münchberg im Landkreis Hof. Die erste Fußballmannschaft der Männer spielte in der Saison 2024/25 in der Bayernliga Nord.

## Geschichte
Der Verein entstand am 1. Januar 2000 durch die Fusion des am 22. August 1910 gegründeten FC Münchberg mit dem SC Eintracht Münchberg. Der FC Münchberg spielte in der Saison 1968/69 ein Jahr lang in der Bayernliga. Der FC Eintracht Münchberg spielte zunächst in der Bezirksliga und stieg 2008 in die Kreisliga ab. Daraufhin wurde der Verein zur Fahrstuhlmannschaft, die jährlich auf- und direkt wieder abstieg. Ab 2012 etablierten sich die Münchberger in der Bezirksliga und stiegen 2021 in die Landesliga auf. Dort wurde die Mannschaft drei Jahre später Meister und stieg in die Bayernliga Nord auf.
Dort wurden die Münchberger in der Saison 2024/25 Vorletzter. In der ersten Runde der Relegation musste sich die Mannschaft dem FSV Stadeln geschlagen geben und stieg direkt wieder in die Landesliga ab.

## Erfolge
- Meister der Landesliga Nordost: 2024

## Persönlichkeiten
- Anna Bornhoff
- Sarah Hornschuch
- Maximilian Krauß